# Акинфов, Иван Фёдорович
Иван Фёдорович Акинфов († 1678) — московский дворянин и воевода во времена правления Михаила Фёдоровича, Алексея Михайловича и Фёдора III Алексеевича.
Сын воеводы  Фёдора Петровича Акинфова.

## Биография
Дворянин московский (1627-1668). У Государева стола (05 июля 1634). Послан с бояриным Ю.Я. Сулешевым в Ростов для городового смотра (31 августа 1634). Дневал и ночевал во дворце (23 мая 1637 и 12 декабря 1646). Воевода в Шуе (1642). Ехал с Государём в поход (сентябрь 1648). Воевода в Царицыне (1651). Построил храм во имя Святого Николая в селе Есипливо Юрьевского уезда (1652). Дворянин посольства в Польшу при боярине князе Репнине (24 апреля 1653). Указано ехать для установки станов во время путешествия Государя в Савин и Пафнутьев монастыри (30 ноября 1654). Послан Государём из села Покровское воеводой в Астрахань в товарищи князю Ромодановскому (1657). Послан для установки станов во время путешествия Государя в Троице-Сергиев монастырь (22 сентября 1662). Определён 2-м судьёй в Иноземном и Рейтарском приказах (18 июля 1662-1663). Воевода в Пскове в товарищах к окольничему Бутурлину (18 июля 1663). Второй судья в Иноземном и Рейтарском приказах (1665-1666). Владел поместьями во Владимирским уезде.
Имел сына, думного дворянина Никиту Ивановича. Умер († 1678).